# Нероново (усадьба)
Неро́ново — бывшая усадьба Черевиных в одноименной деревне Солигаличского района Костромской области, ранее — в Лосевской волости Солигаличского уезда Костромской губернии. Одна из немногих дворянских усадеб, сохранившихся в Костромской области.
Нероново находится примерно в 30 км к югу от Солигалича, на высоком берегу реки Вёксы, недалеко от старинного тракта на Чухлому. С 1697 года принадлежало дворянам Черевиным. К началу XIX в. здесь сформировался усадебный комплекс, в котором, помимо двух десятков различных задний, были оранжереи, теплицы, скотный двор с манежем, конюшнями, коровниками и птичником. На территории усадьбы были также регулярный и пейзажный парки, фруктовые сады. В центре усадьбы располагался кирпичный двухэтажный господский дом, прямоугольный в плане (24 х 26,6 м). В 1790 году была освящена усадебная церковь Воскресения, которая была украшена барочным пятиярусным иконостасом.
В усадьбе находилась обширная библиотека, насчитывавшая около 4 тысяч книг, изданных в XVII—XIX вв. В черевинской библиотеке было и несколько особо ценных книг, например: Библия на славянском языке, напечатанная Иваном Фёдоровым в Остроге в 1581 году, рукописный список «Солигаличского летописца» XVII в. и другие раритеты.
Из Неронова происходят портреты владельцев усадьбы, написанные в середине XVIII века местным портретистом Г. С. Островским.

## Приватизация
Комплекс нежилых зданий (объект культурного наследия «Усадьба Черевиных») в составе: главный дом, дом управляющего, хозяйственный флигель, дом помощника управляющего, баня /…/ с одновременным отчуждением земельного участка под объектом-памятником «Усадьба Черевиных» площадью 162429 кв.м. /…/ Имущество продано на аукционе, состоявшемся 28 декабря 2010 года. /…/ Цена сделки — 594 тыс.рублей. Покупатель — физическое лицо Морозов Роман Сергеевич.